# Backferment
Backferment ist ein Handelsprodukt, das aus einem speziellen Sauerteig besteht. Dieser Sauerteig wird aus Weizen, gelber Saaterbse und Honig hergestellt. Es wird als Triebmittel bei der Brotherstellung verwendet. Die Brote zeichnen sich durch einen relativ mild-säuerlichen Geschmack aus. Mit Backferment lassen sich auch Getreidesorten wie Hirse, Reis oder Gerste zu gelockertem Brot verarbeiten. Allerdings ist der Gärprozess schwer kalkulierbar. Die mit diesem Produkt hergestellten Backwaren gelten nicht als hefefrei. Das ist besonders für Menschen mit einer sogenannten Hefe-Sensibilität oder anderen Erkrankungen, bei denen Hefe gemieden werden soll, von Bedeutung. Die Hefen des Backferments sind wilde Nektarhefen aus Pflanzen und Blüten. Diese Hefepilze werden von Bienen bei der Honigproduktion mit aufgenommen und im Honig angesammelt. Ob sich für die Ernährung untaugliche oder sogar giftige Hefepilze unter den äußerst heterogenen Nektarhefen befinden, ist unklar und hängt von der Herkunft und der Lagerung des Honigs sowie von den Witterungsverhältnissen im jeweiligen Produktionsjahr ab. Neben konventionellem Backferment mit Honig gibt es rein pflanzliche Varianten. Diese Produkte bieten den Vorteil, dass die mit diesem Backferment hergestellten Brote auch von vegan lebenden Menschen verzehrt werden können und so Alternativen zu Hefe- und Sauerteigbroten ermöglichen. Backferment kommt als pulverförmiges Granulat, welches als Starterkultur wirkt, in den Handel. Bei der Anwendung wird eine relativ lange Vorbereitungszeit und Teigführung benötigt. Wie beim normalen Sauerteig kommt es dadurch zu einem guten Aufschließen des verwendeten Getreides (Abbau von unbekömmlichen Inhaltsstoffen des Vollkorns, wie Phytin). Entwickelt wurde das Triebmittel Backferment in den 1920er-Jahren von Hugo Erbe, einem Musiker und Erfinder aus Süddeutschland, der in Ulm eine Bäckerei betrieb und sich außerdem mit der biologisch-dynamischen Landwirtschaft nach Rudolf Steiner intensiv auseinandersetzte. Zum marktfähigen Produkt wurde es durch Ada Pokorny, die Backferment im Labor herstellte und im Direktvertrieb verkaufte. Neben dem Backferment entwickelte Hugo Erbe auch neue Präparate für die biologisch-dynamische Landwirtschaft.